# NGC 3263
NGC 3263 (również PGC 30887) – galaktyka spiralna z poprzeczką (SBc), znajdująca się w gwiazdozbiorze Żagla. Odkrył ją John Herschel 3 lutego 1835 roku.